# Сметанин, Владимир Сергеевич
Владимир Сергеевич Сметанин (2 июля 1917, Павлоград — 26 июня 1944) — заместитель командира 48-го гвардейского стрелкового полка, гвардии подполковник. Герой Советского Союза (1945).

## Биография
Родился 20 июня 1917 года в городе Павлоград Днепропетровской области. С 1934 года жил на хуторе Павлоградский. Член ВКП(б) с 1942 года. Окончил 7 классов. Учился в Лисичанском горно-промышленном училище. Работал слесарем на механическом заводе.
В Красной Армии с октября 1938 года. В 1940 году окончил курсы младших лейтенантов. Боевую биографию начал у озера Хасан и на реке Халхин-Гол.
В 1941 году окончил Курсы усовершенствования командного состава. На фронте в Великую Отечественную войну с июля 1941 года. Участвовал в оборонительных боях в Прибалтике, Белоруссии, на Калининском фронте, Сталинградской битве, на Курской дуге.
Заместитель командира 48-го гвардейского стрелкового полка 17-й гвардейской стрелковой дивизии 39-й армии 3-го Белорусского фронта гвардии подполковник Сметанин отличился в ходе Белорусской наступательной операции.
25 июня 1944 года полк под командованием В. С. Сметанина, достигнув реки Западная Двина, прорвал вражескую оборону и в районе деревни Рудаки замкнул кольцо окружения витебской группировки противника, при этом было захвачено большое количество оружия и техники, пленено несколько сот солдат и офицеров врага. Гитлеровцы предпринимали постоянные попытки вырваться из котла. Воины полка отбили тринадцать массированных контратак, уничтожив около восьмисот солдат и офицеров противника, три самоходных орудия, до десяти средних танков врага. Подполковник Сметанин в ходе боёв был ранен, но продолжал управлять действиями полка. При отражении последней атаки, находясь в бессознательном состоянии, он был захвачен в плен. Когда на следующий день советские войска выбили противника из занятых накануне позиций, они нашли тело В. С. Сметанина со следами пыток.
Указом Президиума Верховного Совета СССР от 24 марта 1945 года за мужество, отвагу и героизм, гвардии подполковнику Сметанину Владимиру Сергеевичу посмертно присвоено звание Героя Советского Союза.
Награждён орденами Ленина, Красного Знамени, Отечественной войны I степени.
По данным донесений о безвозвратных потерях, В. С. Сметанин сначала был похоронен в деревне Рудаки, а позднее перезахоронен в братской могиле в агрогородке Новка Витебского района.

## Награды и звания
- Герой Советского Союза (1945)
- Орден Ленина
- Орден Красного Знамени
- Орден Отечественной войны I степени

## Память
- Именем Героя названы улицы в Витебске, Лисичанске и Северодонецке, в деревне Узварцы установлен обелиск.
- Имя В. С. Сметанина присвоено средней школе № 18 г. Витебска[1]. На здании школы размещён мурал, посвящённый Герою. Одна из экспозиций школьного музея посвящена В. С. Сметанину.